# Trubarevac
Trubarevac (serbisches-kyrillisch: Трубаревац) ist ein Dorf in Serbien.

## Geographie
Das Dorf befindet sich in der geographischen Region Banja, in der Opština Sokobanja, im Okrug Zaječar, im Osten des Landes.
Trubarevac liegt auf der rechten Seite des Flusses Sokobanjska Moravica (Moravica) am Eingang zur Schlucht Bovanska Klisura.
Der Ort liegt unweit des Sees Bovansko Jezero. Der in der Bovanska Klisura künstlich angelegte Stausee, entstand 1978 im sozialistischen Jugoslawien, durch den Bau eines Staudamms. Im westlichen Dorfgebiet beim Hügel Veljikov Kamen mündet der Fluss Mratinja in der Bucht Mratinjski zaliv in den Stausee.
Der Hauptteil des Dorfes liegt unterhalb des Berghanges Nerezinska Kosa, einen der östlichen Ausläufer des Gebirges Bukovik, auf einer Lageterrasse. Der Ort liegt auf einer durchschnittlichen Höhenlage von 264 Metern über dem Meeresspiegel. Das Dorf erreicht eine maximale Höhe von 520 Metern.
So beginnt mit Trubarevac eine Dorfreihe (die sich von der Bovanska Klisura aus) am westlichen Rand des Banja-Beckens entlang Richtung Norden erstreckt.
Das Dorf nutzt sein Wasser hauptsächlich aus Brunnen, es gibt aber auch mehrere kleinere Quellen. Die stärksten Winde im Ort sind der Nordwind und die Košava. Die Košava bringt dem Dorf große Regenmengen aus dem Gebirge Rtanj.
Das Dorf ist etwa 8 bis 10 km nordwestlich der Gemeindehauptstadt gelegen. Trubarevac ist durch eine kürzere Landstraße mit der Hauptstraße verbunden die von Aleksinac kommend, Sokobanja mit Knjaževac verbindet.
Diese Landstraße ist auch als „Jerski Put“ bekannt und führt vom Dorf in nordwestlicher Richtung weiter und verbindet damit Trubarevac mit den Dörfern am westlichen Rand des Beckens. Dieser Weg wird von den Einheimischen genutzt, um über die Lokalität Lukavica nach Crna Reka und weiter nach Zaječar zu reisen.

## Dorftypus
Der Hauptteil des Dorfes ist kompakt gebaut. Da aber zu jedem Haus ein Innenhof mit Obstgarten und einem kleinen Garten gehört, stehen die Häuser dennoch etwas abseits voneinander. Die größte Häuserdichte findet man rund um die Straße, die durch das Dorf führt. Mitten im Dorf, neben der Straße, befinden sich das alte Gerichtsgebäude, das Dorfrathaus und eine Grundschule, wo auch die Dorfversammlungen stattfinden.
Das Dorf ist in keine Dorfteile aufgeteilt, vielmehr sind einige seiner Ortsteile nach größeren Familien benannt. Dies liegt daran, dass die einzelnen Häuser der Dorffamilien in der Regel gruppenweise angeordnet sind. Die Familie Dživdžanci besitzt Häuser auf der Südseite des Dorfes, während die Häuser der anderen Familien auf der Nordseite liegen.
Manche Familien haben ihre Häuser getrennt vom Hauptteil des Dorfes gebaut. Die Häuser der Familie Bujkić auf der Nordseite sind so weit vom Dorf getrennt, dass diese einen eigenen Weiler bilden.
Darüber hinaus haben sich einige Familien auf Grundstücken außerhalb des Dorfes niedergelassen. So befinden sich auf der Lokalität Kaljevac, neben dem Fluss Moravica, alle Dorfhäuser der Familie Simić und zwei Häuser der Familie Kabić. Am Eingang zur Bovanska Klisura im Moravica-Tal stehen die Häuser der Familie Marković und in der Ravna Šuma auf der linken Seite der Moravica gibt es zwei Häuser der Familie Kukić. Diese Häuser liegen etwa 3–4 Kilometer vom Hauptteil des Dorfes entfernt.
Die Dorfbewohner betreiben Landwirtschaft und Viehzucht. Die Felder und Äcker befinden sich hauptsächlich im Moravica-Tal und im Kaljevac. Es gibt auch einige Felder auf der Ravna Šuma und im Gorov Cvet. Die Felder im Moravica-Tal sind viel fruchtbarer als anderswo.
Die Dorfweiden liegen hauptsächlich auf der linken Seite des Flusses Moravica in der Ravna Šuma und dem Osoj. Auf den Weiden werden hauptsächlich Rinder, Schafe und Ziegen gehalten. Das Dorf verfügt außerdem über einen eigenen Dorfwald.

## Bevölkerung
Das Dorf hatte 2022 eine Einwohnerzahl von 390, während es 2011 noch 511 waren, nach den letzten drei Bevölkerungsstatistiken fällt die Einwohnerzahl weiter. Die Bevölkerung stellen Serben.

### Demographie
| Jahr | Einwohnerzahl |
| ---- | ------------- |
| 1948 | 1.070         |
| 1953 | 1.088         |
| 1961 | 1.066         |
| 1971 | 966           |
| 1981 | 878           |
| 1991 | 751           |
| 2002 | 617           |
| 2011 | 511           |
| 2022 | 390           |

## Geschichte
Über die Herkunft des Dorfnamens sind keine bekannten Überlieferungen erhalten geblieben. Das Dorf wechselte häufig seine Position bevor es seinen heutigen Standort fand. Der Ort befand sich zunächst unter der Obla Glava, zog dann auf die Lokalität Brestanski und von dort weiter nach Lukovo auf der linken Seite des Flusses Moravica. Von Lukovo zogen die Dorfbewohner zum Ort Staro Selo und schließlich an seinen heutigen Standort. Das Dorf wuchs mit der Zeit durch Vermehrung, Umsiedlung und Einwanderung.
In Lukovo, wo früher das Dorf lag, gibt es noch heute einen Friedhof. An diesem Ort fanden die Dorfbewohner Spuren einer früheren Siedlung. Oberhalb des Eingangs zur Bovanska Klisura befindet sich der Ort Gradište, dort soll sich in früheren Zeiten eine alte Siedlung (Stadt) oder Befestigungsanlage befunden haben.
Im Ort sind besonders um den See einige touristisch genutzte Appartements, Wochenendhäuser, Angelstellen und Camping Plätze entstanden. Der fischreiche See ist ein wahres Paradies für Angler und in den Sommermonaten lockt er auch zahlreiche Badegäste an. Auch verfügt Trubarevac über einen Badestrand.
Der See ist gut geeignet zum Segeln und Schwimmen und einige ländliche Haushalte in Trubarevac bieten ihren Gästen Tretboote, Kanus und Kajaks zum  Verleih an. Da der See am Fuße des Gebirges Bukovik liegt, gibt es in der Gegend markierte Wanderwege und Besucher können wilde Tiere wie Rehe, Hirsche, Hasen und Füchse sehen. Aufgrund der großen Vogelvielfalt, die den See und seine Umgebung bewohnt, eignet sich das Gebiet auch gut zur Vogelbeobachtung.

## Religion
Im westlichen Dorfgebiet befindet sich der Dorffriedhof. Westlich des Dorfes steht eine kleine alte Kirche. Die serbisch-orthodoxe Kirche Hl. Apostel Andreas (geweiht dem Hl. Apostel Andreas dem Erstberufenen) die oberhalb des Bovansko Jezero steht ist durch einen Wanderweg mit dem See und dem Dorf verbunden.

## Belege
- Artikel über das Dorf auf der Seite www.poreklo.rs, (serbisch)
- Artikel über das Dorf auf der Seite www.soko-banja.org, (serbisch)
- Artikel über die Natursehenswürdigkeiten auf der Seite sokobanja.rs, (serbisch)
- Књига 9, Становништво, упоредни преглед броја становника 1948, 1953, 1961, 1971, 1981, 1991, 2002, подаци по насељима, Републички завод за статистику, Београд, мај 2004, ISBN 86-84433-14-9
- Књига 1, Становништво, национална или етничка припадност, подаци по насељима, Републички завод за статистику, Београд, фебруар 2003, ISBN 86-84433-00-9
- Књига 2, Становништво, пол и старост, подаци по насељима, Републички завод за статистику, Београд, фебруар 2003, ISBN 86-84433-01-7